# BNP Paribas Open 2015
Die BNP Paribas Open 2015 waren ein Tennisturnier der WTA Tour 2015 für Damen und ein Tennisturnier der ATP World Tour 2015 für Herren, welche zeitgleich vom 12. bis 22. März 2015 in Indian Wells, Kalifornien, stattfanden.

## Herrenturnier
→ Hauptartikel: BNP Paribas Open 2015/Herren
→ Qualifikation: BNP Paribas Open 2015/Herren/Qualifikation

## Damenturnier
→ Hauptartikel: BNP Paribas Open 2015/Damen
→ Qualifikation: BNP Paribas Open 2015/Damen/Qualifikation